# Bundesleistungszentrum
Unter einem Bundesleistungszentrum (BLZ) versteht man in Deutschland ein staatlich finanziertes spezialisiertes Trainingszentrum für ausgewählte Sportarten und ihrer jeweiligen Spitzenverbände. Es dient primär der Ausbildung und Förderung von Spitzensportlern (A-, B- und C-Kader) sowie der Durchführung anderer in die Zuständigkeit von Spitzenverbänden fallender Fördermaßnahmen für den Hochleistungssport. Als zentrale Lehrgangs- und Schulungsstätte ist das BLZ ein wesentlicher Bestandteil in der Schulungsstruktur der betreffenden Spitzenverbände und genießt hohe Priorität gegenüber anderen Sportstätten. Die ersten wurden vom 1969 gegründeten Bundesausschuss Leistungssport gegründet.
Neben den Landesleistungszentren, den Bundesstützpunkten und den Olympiastützpunkten sind die Bundesleistungszentren ein Strukturelement innerhalb des Stützpunktsystems des deutschen Spitzensports. Einzelne Standorte können dabei gleichzeitig mehrere Stützpunktfunktionen auf Landes- und Bundesebene ausführen.

## Bundesleistungszentren

### Aktuelle deutsche Bundesleistungszentren

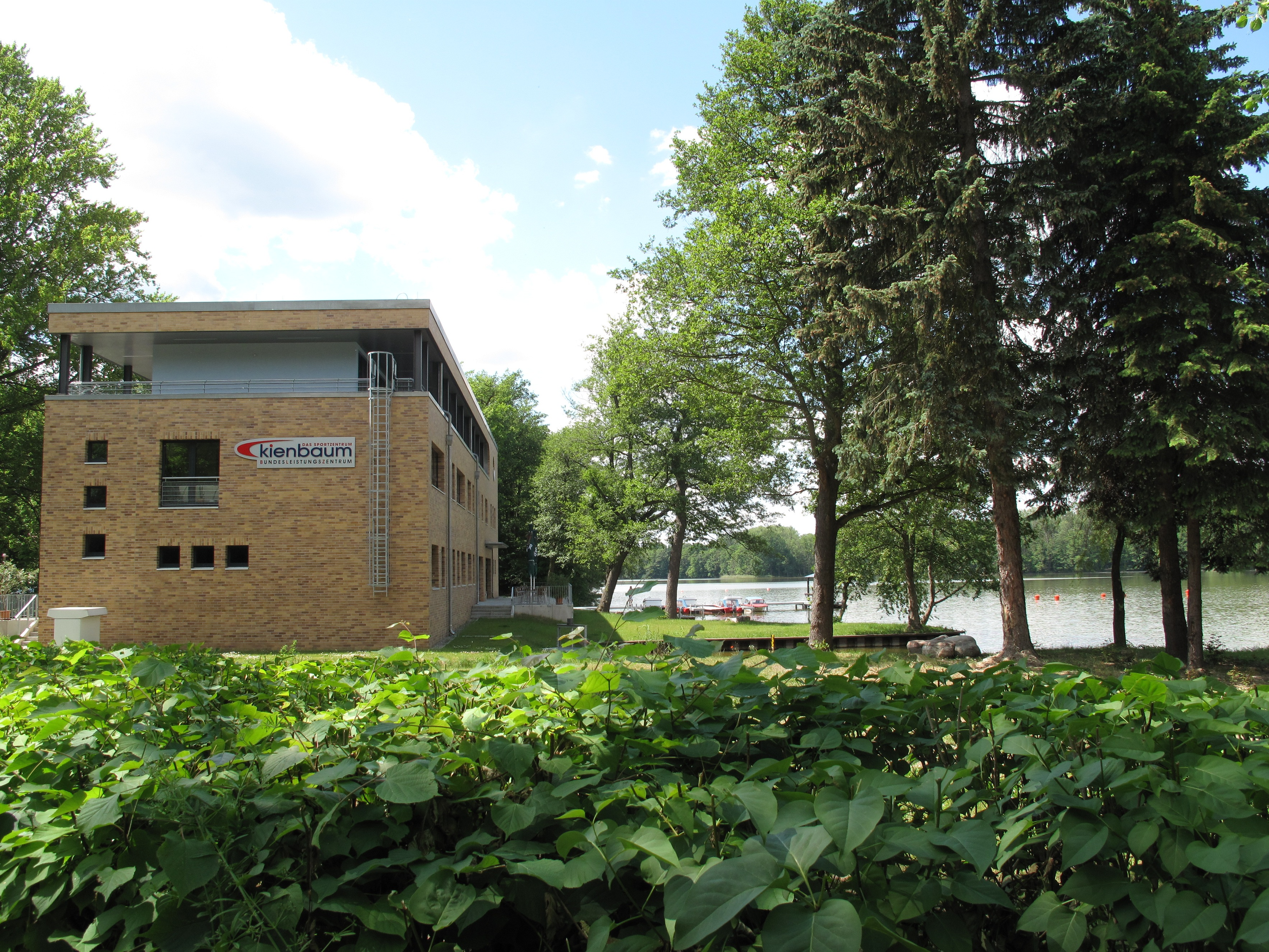
Das Verwaltungsgebäude des Bundesleistungszentrums Kienbaum am Liebenberger See 2012

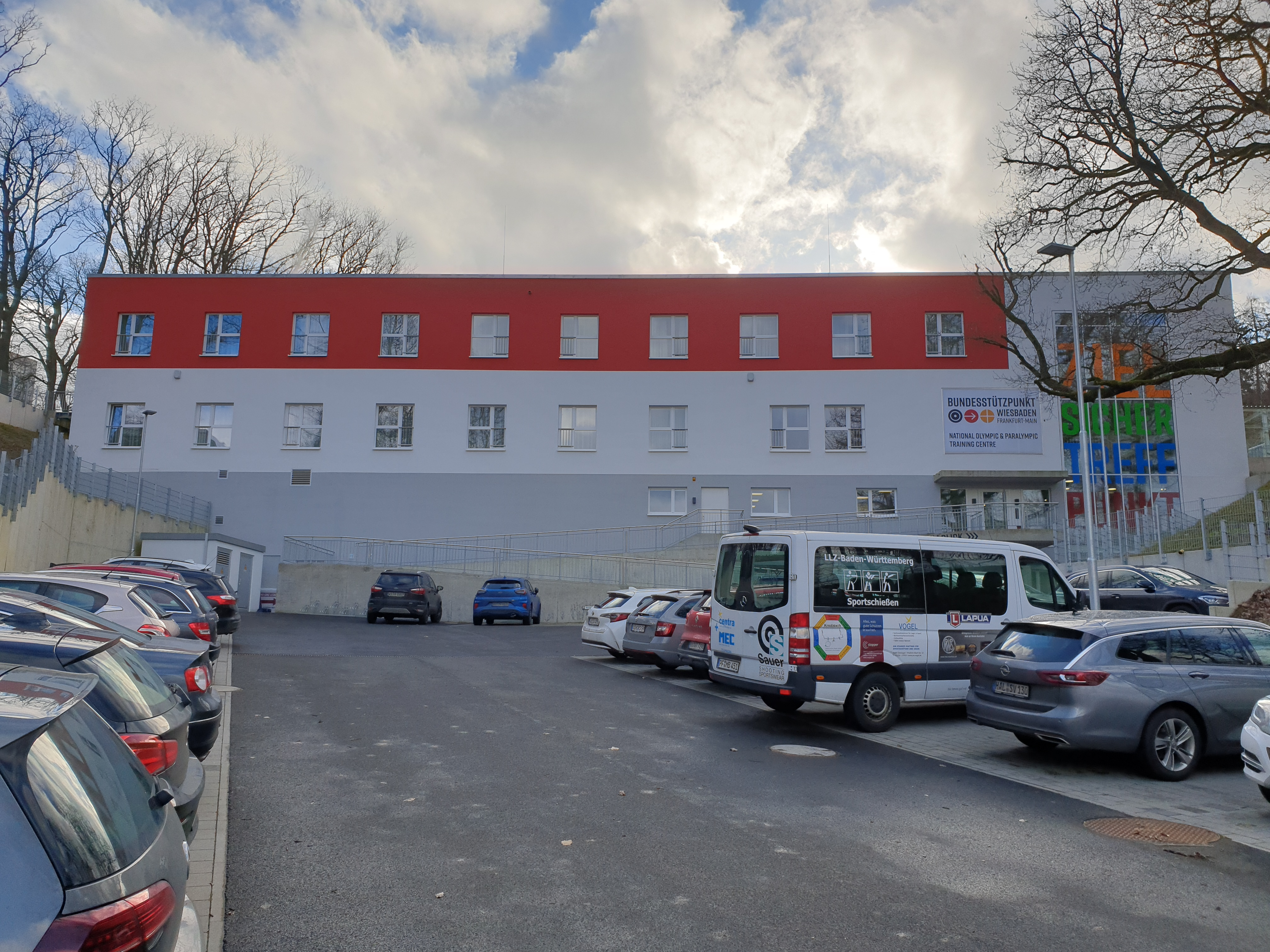
Nationales olympisches und paralympisches Trainingszentrum für Schieß- und Bogensport in Klarenthal, 2022

Nach dem „Stützpunktkonzept ab 2013“ des DOSB als Teil des im Dezember 2006 verabschiedeten DOSB-Steuerungsmodells für den Leistungssport existieren derzeit vier Bundesleistungszentren:
- Das BLZ Duisburg (für Kanurennsport an der 1935 eingeweihten Regattabahn Duisburg).
- Das BLZ Hennef (für Boxen und Ringen in Hennef).
- Das BLZ Kienbaum (sportartübergreifend; am 18. Juli 2017 in Olympisches und Paralympisches Trainingszentrum für Deutschland umbenannt).
- Das BLZ Wiesbaden (für Sportschießen in Wiesbaden-Klarenthal).

### Ehemalige Bundesleistungszentren
- Das BLZ Augsburg (für Kanuslalom und Wildwasser; heute Außenstelle des Olympiastützpunkts Bayern, Bundesstützpunkt und Landesleistungszentrum).
- Das BLZ Bergisch Gladbach (für Kunstturnen).
- Das BLZ Dortmund (für Rudern; heute Bundesstützpunkt und Landesleistungszentrum).
- Das BLZ Füssen (für Eishockey, Curling und sonstige Eissportarten).
- Das BLZ Herzogenhorn (für Skilanglauf; am Herzogenhorn im Schwarzwald).
- Das BLZ Heidelberg (für Basketball, Schwimmen, Tischtennis und Volleyball im heutigen OSP Metropolregion Rhein-Neckar).
- Das BLZ Inzell (für Roll- und Eisschnelllauf; heute Landesleistungszentrum).
- Das BLZ Köln (für Hockey).
- Das BLZ Magdeburg (für den Schwimmsport in der Elbeschwimmhalle in Magdeburg).
- Das BLZ Oberstdorf (für Wintersportarten beim Skiinternat Oberstdorf; heute Landesleistungszentrum).
- Das BLZ Tauberbischofsheim (für Fechten; ab 1976 beim Fecht-Club Tauberbischofsheim; ab 1986 im ehemaligen Olympiastützpunkt Tauberbischofsheim; heute Bundesstützpunkt und Landesleistungszentrum).
- Das BLZ Warendorf (für den Reitsport; 1970 erbaut).

## Situation in anderen Ländern

### Österreich
Der Österreichische Segel-Verband (OeSV) betreibt seit 2002 das Bundesleistungszentrum für Segeln und Surfen in Neusiedl am See.

### Ungarn
Das ungarische Bundesleistungszentrum für Ballsportarten und Leichtathletik befindet sich in Tata.

## Verwandte Artikel
- Eliteschule des Sports
- Olympiastützpunkt